# Amt Ulmen
Das Amt Ulmen war ein vom 14. Jahrhundert bis 1794 bestehender Verwaltungs- und Gerichtsbezirk im Kurfürstentum Trier. Es wurde zuletzt als gemeinsames Amt Cochem-Ulmen mit dem Amt Cochem geführt.

## Geschichte
In der einer Aufstellung, die Kurfürst Johann II. von Baden 1498 beauftragt hatte, wird das Amt Ulmen als eines von 59 kurtrierischen Ämter erwähnt.
Das Amt Ulmen bestand am Ende des HRR aus Auderath, Brück, Filz, Hochpochten, Meiserich, Ulmen, Wagenhausen, Wollmerath und dem Hof Furth.
Ulmen und Meiserich waren Kondominium zwischen Trier und dem Grafen von Goldstein und dem Freiherren von Wiltberg. Das dortige Gericht bestand aus dem (trierischen) Schultheißen, sechs Schöffen und einem Gerichtsschreiber. Unter den sechs Schöffen waren je ein Goldsteinischer und ein Wiltbergischer Hofschultheiß, die so ihre Mitgerichtsbarkeit ausübten. Die anderen vier Schöffen und der Schreiber wurden von Kurtrier benannt. Auderath war dem Gericht Alflen nachgeordnet. Brück lag geographisch weit von Ulmen und Cochem entfernt. Hier amtierte ein eigener trierischer Schultheiß. Kurtrier verfügte dort über wenig Grundbesitz. Der größte Grundbesitzer war der Herzog von Kerpen-Arenberg. Daraus ergaben sich Konflikte der trierischen und Arenbergischen Beamten, die zu Gerichtsverfahren führten. Auch in Brück machte der Freiherr von Veyder auf seinem Hof Wormerich Rechte auf Patrimonialgerichtsbarkeit geltend, die von Kurtrier nicht akzeptiert wurden. Hochpochten leistete den Schirmgulden nach Ulmen und war ansonsten dem Amt Cochem nachgeordnet. In Filz, Wagenhausen und Wollmerath besaß Trier die Landeshoheit als hochgräflich neuwiedisches Lehen. Die Niedergerichtsbarkeit lag jedoch bei den Freiherren von Landenberg.
Mit der Einnahme des Linken Rheinufers durch französischen Revolutionstruppen wurde das Amt nach 1794 aufgelöst. In der Franzosenzeit gehörte das Gebiet zum Arrondissement de Coblence.